# Deejay Parade Collection
Deejay Parade Collection è una compilation in 5 CD di Dj Albertino e contiene le hit storiche che si erano piazzate nelle prime posizioni delle classifiche effettuate nel corso della Deejay Parade, la celebre trasmissione radiofonica di Radio Deejay condotta da Albertino nei primi anni Novanta.

## Tracce

### CD 1
1. Snap! -  Rhythm Is A Dancer 5.12
2. Alcazar -  Crying At The Discoteque 4.17
3. Ziggy Marley and The Melody Makers -  Power To Move Ya 5.10
4. Aqua -  Barbie Girl 3.16
5. The Bloodhound Gang -  The Bad Touch (the Eiffel 65 remix) 3.35
6. Tom Jones with Mousse T. -  Sex Bomb 3.54
7. Room 5 feat. Oliver Cheatam -  Make Luv 3.31
8. Chumbawamba - Tubthumping  3.33
9. John Scatman - Scatman's World 3.40
10. Eiffel 65 -  Blue (Da Ba Dee) 4.43
11. The Tamperer feat. Maya -  Feel It 4.21
12. Haddaway - What Is Love 4.30
13. Modjo - Lady (Hear Me Tonight) 3.41
14. Wamdue Project - King of My Castle 3.28
15. Mousse T. -  Horny '98 3:40

### CD 2
1. 20 Fingers  - Short Dick Man 4:48
2. La Bouche -  Sweet Dreams 4:49
3. DB Boulevard - Point Of View 4:48
4. Cornershop - Brimful of Asha 4:03
5. Jam & Spoon - Angel (Ladadi O-Heyo) 3:46
6. Marvin Gardens - My Body & Soul 5:33
7. Afrika Bambaataa - Pupunanny 3:58
8. Ice MC - It's A Rainy Day 4:11
9. C & C Music Factory - Gonna Make You Sweat (Everybody Dance Now) 4:04
10. Jennifer Paige - Crush (David Morales radio alt intro) 3:35
11. Black Legend - You See The Trouble With Me 4:55
12. Planet Funk - Who Said 3:45
13. Phats & Small pres. Mutant Disco - Turn Around 4:07
14. Salif Keïta - Madan 5:14
15. The Outhere Brothers - Pass The Toilet Paper 4:46

### CD 3
1. Robert Miles - Children 6:47
2. Black Machine - How Gee 4:26
3. Fargetta  & A.M. Smith - Music 4:03
4. Gianluca Grignani - L'Aiuola (p2p remix) 3:39
5. Lonnie Gordon - Gonna Catch You 4:15
6. Dj Dado - Coming Back 3:40
7. Whigfield - Saturday Night 3:43
8. 49ers feat. Ann Marie Smith - Move Your Feet 5:50
9. Prezioso feat. Marvin - Let Me Stay 3:24
10. Corona - The Rhythm of the Night 4:22
11. Spiller - Groovejet (If This Ain't Love) 3:43
12. Gala - Freed From Desire 4:18
13. Double You - Please Don't Go 3:17
14. Deep Dish - Flashdance  3:58
15. Netzwerk - Passion 3:53

### CD 4
1. Underworld - Born Slippy 3:40
2. Felix da Housecat - Silver Screen - Shower Scene 4:10
3. Gigi D'Agostino - L'Amour Toujours 4:39
4. Ramirez -  Orgasmico 5:44
5. Mauro Picotto - Komodo 3:51
6. Scooter - Hyper Hyper 5:10
7. BBE - 7 Days And One Week 4:31
8. Datura - Yerba Del Diablo 4:41
9. U.S.U.R.A. - Open Your Mind 5:15
10. The Prodigy - Smack My Bitch Up 4:47
11. Einstein Dr. D.J.  - Automatik Sex 5:51
12. Paraje - Animalaction 4:42
13. Gianni Coletti feat. The Go-Gospel Girls - Gimme Fantasy 4:20
14. Cappella - U Got 2 Let The Music 5:32
15. Benny Benassi pres. The Biz - Satisfaction 5:38

### CD 5
1. Everything But The Girl - Missing 3:56
2. Nerio's Dubwork feat. Darryl Pandy - Sunshine & Happiness 5:33
3. CASSIUS "Cassius 1999" 3:35
4. Billie Ray Martin - Your Loving Arms 6:23
5. Negrocan - Cada Vez 4:48
6. Crystal Waters - Gypsy Woman (She's Homeless) 5:41
7. Alex Party - Wrap Me Up 5:31
8. Todd Terry - Something Goin' On 3:35
9. Paul Johnson - Get Get Down 5:44
10. Dario G - Carnaval De Paris 5:07
11. Deepswing - In The Music 4:05
12. Safri Duo - Played A Live (The Bongo Song) 6:45
13. Pete Heller's Big Love - Big Love 5:52
14. Tori Amos - Professional Widow 3:45
15. Jestofunk - Special Love (Steve Silk Hurley rmx) 4:22